# Motomondiale 1985
La stagione 1985 è stata la trentasettesima del motomondiale; come l'anno precedente si svolsero 12 gran premi, 11 in Europa e uno in Africa.

## Il contesto
Nessuna modifica venne inserita in merito ai punteggi e alla loro assegnazione. La situazione della politica dell'apartheid in atto in Sudafrica ebbe anche alcune ripercussioni sul campionato motociclistico. In occasione del Gran Premio motociclistico del Sudafrica il Giappone vietò la partecipazione di suoi piloti (Takazumi Katayama pilota ufficiale Honda tra i principali), la Jugoslavia vietò invece l'ingresso nel paese ai piloti sudafricani in occasione del GP di casa.
Fu una stagione da dominatore per Freddie Spencer, che riuscì a vincere sia nella classe 250 che nella 500 con la Honda. Nella classe regina Spencer superò il campione uscente Eddie Lawson e l'ex iridato della 250 Christian Sarron, entrambi su Yamaha; quarto (su Honda) il promettente australiano Wayne Gardner.
Il titolo della Honda in 250 arrivò diciotto anni dopo l'ultimo, ottenuto da Mike Hailwood nel 1967.
La classe 125 fu conquistata da Fausto Gresini dopo una dura lotta con Pier Paolo Bianchi, fu il quarto titolo consecutivo per la Garelli. Lo svizzero Stefan Dörflinger conquistò il titolo nella classe 80, classe in cui Angel Nieto (che nel frattempo aveva lasciato la quarto di litro) vinse il suo 90º (e ultimo) Gran Premio, quello di Francia.
Tra i sidecar, Egbert Streuer si riconfermò campione, con Werner Schwärzel di nuovo secondo; Rolf Biland, terzo, portò al debutto il nuovo motore Krauser quattro cilindri, facendolo vincere ad Assen.

## Il calendario
| Data Resoconto         | Gran Premio (Circuito)                   | Vincitori         | Vincitori          | Vincitori       | Vincitori        | Vincitori                         | Vincitori |
| Data Resoconto         | Gran Premio (Circuito)                   | classe 80         | classe 125         | classe 250      | classe 500       | sidecar                           |           |
| 23 marzo Resoconto     | GP del Sudafrica (Kyalami)               |                   |                    | Freddie Spencer | Eddie Lawson     |                                   |           |
| 5 maggio Resoconto     | GP di Spagna (Jarama)                    | Jorge Martínez    | Pier Paolo Bianchi | Carlos Lavado   | Freddie Spencer  |                                   |           |
| 19 maggio Resoconto    | GP della Germania Ovest (Hockenheimring) | Stefan Dörflinger | August Auinger     | Martin Wimmer   | Christian Sarron | Werner Schwärzel Fritz Buck       |           |
| 26 maggio Resoconto    | GP delle Nazioni (Mugello)               | Jorge Martínez    | Pier Paolo Bianchi | Freddie Spencer | Freddie Spencer  |                                   |           |
| 2 giugno Resoconto     | GP d'Austria (Salisburgo)                |                   | Fausto Gresini     | Freddie Spencer | Freddie Spencer  | Rolf Biland Kurt Waltisperg       |           |
| 16 giugno Resoconto    | GP di Jugoslavia (Fiume)                 | Stefan Dörflinger |                    | Freddie Spencer | Eddie Lawson     |                                   |           |
| 29 giugno Resoconto    | GP d'Olanda (Assen)                      | Gerd Kafka        | Pier Paolo Bianchi | Freddie Spencer | Randy Mamola     | Rolf Biland Kurt Waltisperg       |           |
| 7 luglio Resoconto     | GP del Belgio (Spa)                      |                   | Fausto Gresini     | Freddie Spencer | Freddie Spencer  | Egbert Streuer Bernard Schnieders |           |
| 21 luglio Resoconto    | GP di Francia (Le Mans)                  | Ángel Nieto       | Ezio Gianola       | Freddie Spencer | Freddie Spencer  | Egbert Streuer Bernard Schnieders |           |
| 4 agosto Resoconto     | GP di Gran Bretagna (Silverstone)        |                   | August Auinger     | Anton Mang      | Freddie Spencer  | [ 1 ]                             |           |
| 11 agosto Resoconto    | GP di Svezia (Anderstorp)                |                   | August Auinger     | Anton Mang      | Freddie Spencer  | Egbert Streuer Bernard Schnieders |           |
| 1º settembre Resoconto | GP di San Marino (Misano Adriatico)      | Jorge Martínez    | Fausto Gresini     | Carlos Lavado   | Eddie Lawson     |                                   |           |

## Sistema di punteggio e legenda
| Pos.  | 1  | 2  | 3  | 4 | 5 | 6 | 7 | 8 | 9 | 10 | 11> |
| ----- | -- | -- | -- | - | - | - | - | - | - | -- | --- |
| Punti | 15 | 12 | 10 | 8 | 6 | 5 | 4 | 3 | 2 | 1  | 0   |

## Le classi

### Classe 500
| Pos. | Costruttore | Punti |
| ---- | ----------- | ----- |
| 1    | Honda       | 168   |
| 2    | Yamaha      | 144   |
| 3    | Suzuki      | 36    |
| 4    | Chevallier  | 3     |

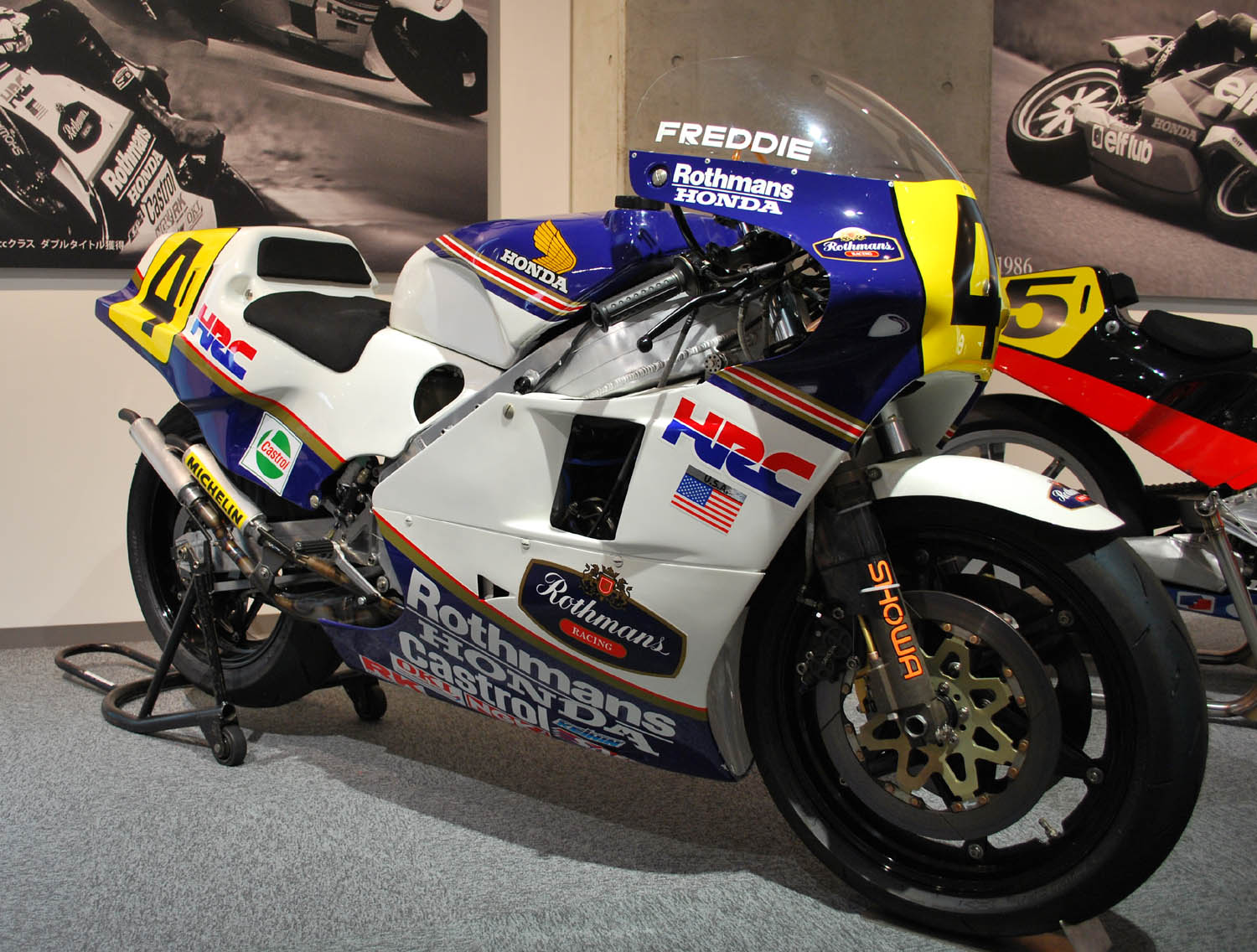
La Honda NSR500 con la quale Spencer vinse il titolo mondiale.

La classe 500 fu presente in tutte e 12 le occasioni e Freddie Spencer su Honda NSR ottenne la vittoria in sette occasioni, aggiudicandosi matematicamente il titolo iridato con una gara di anticipo sul termine della stagione.
Precedette in classifica le due Yamaha del connazionale Eddie Lawson (vincitore di 3 GP e detentore del titolo del 1984) e del francese Christian Sarron (1 vittoria in stagione, oltre che detentore del titolo della classe 250 del 1984).
Furono quattro le case motociclistiche ad ottenere punti in classifica costruttori, oltre a Honda e Yamaha ottenne punti anche la Suzuki, di cui continuava peraltro il parziale disimpegno dalle gare, e la Chevallier.
Al termine della stagione Franco Uncini, vincitore del titolo mondiale 1982, annunciò il ritiro dalle corse motociclistiche.

Classifica piloti (prime 5 posizioni)
| Pos. | Pilota           | Moto   |   |   |   |   |    |   |     |   |     |     |     |     | P.ti |
| ---- | ---------------- | ------ | - | - | - | - | -- | - | --- | - | --- | --- | --- | --- | ---- |
| 1    | Freddie Spencer  | Honda  | 2 | 1 | 2 | 1 | 1  | 2 | Rit | 1 | 1   | 1   | 1   |     | 141  |
| 2    | Eddie Lawson     | Yamaha | 1 | 2 | 4 | 2 | 2  | 1 | Rit | 2 | 4   | 2   | 2   | 1   | 133  |
| 3    | Christian Sarron | Yamaha | 6 | 3 | 1 | 5 | 3  | 5 | Rit | 3 | Rit | 3   | 4   | Rit | 80   |
| 4    | Wayne Gardner    | Honda  | 3 | 4 | 6 | 3 | 15 | 3 | 3   | 4 | Rit | Rit | Rit | 2   | 73   |
| 5    | Ron Haslam       | Honda  | 4 | 8 | 3 | 6 | 16 | 4 | 2   | 6 | 5   | 14  | 3   | 5   | 73   |
| Pos. | Pilota           | Moto   |   |   |   |   |    |   |     |   |     |     |     |     | P.ti |

| Legenda                                                                        | 1º posto        | 2º posto        | 3º posto | A punti      | Senza punti        | Grassetto=Pole position Corsivo=Giro più veloce |
| Legenda                                                                        | Gara non valida | Non qualificato | Ritirato | Squalificato | "-" Dato non disp. | Grassetto=Pole position Corsivo=Giro più veloce |
| Fonte dei dati: motogp.com, racingmemo.free.fr, autosport.com, jumpingjack.nl. |                 |                 |          |              |                    |                                                 |

### Classe 250
| Pos. | Costruttore  | Punti |
| ---- | ------------ | ----- |
| 1    | Honda        | 169   |
| 2    | Yamaha       | 135   |
| 3    | Aprilia      | 44    |
| 4    | Real         | 31    |
| 5    | Romer Juchem | 30    |
| 6    | Cobas        | 30    |
| 7    | Parisienne   | 23    |
| 8    | Armstrong    | 14    |
| 9    | Garelli      | 5     |
| 10   | Rotax        | 5     |
| 11   | Pernod       | 5     |
| 12   | Chevallier   | 4     |
| 13   | EBB          | 3     |
| 14   | MIG          | 1     |

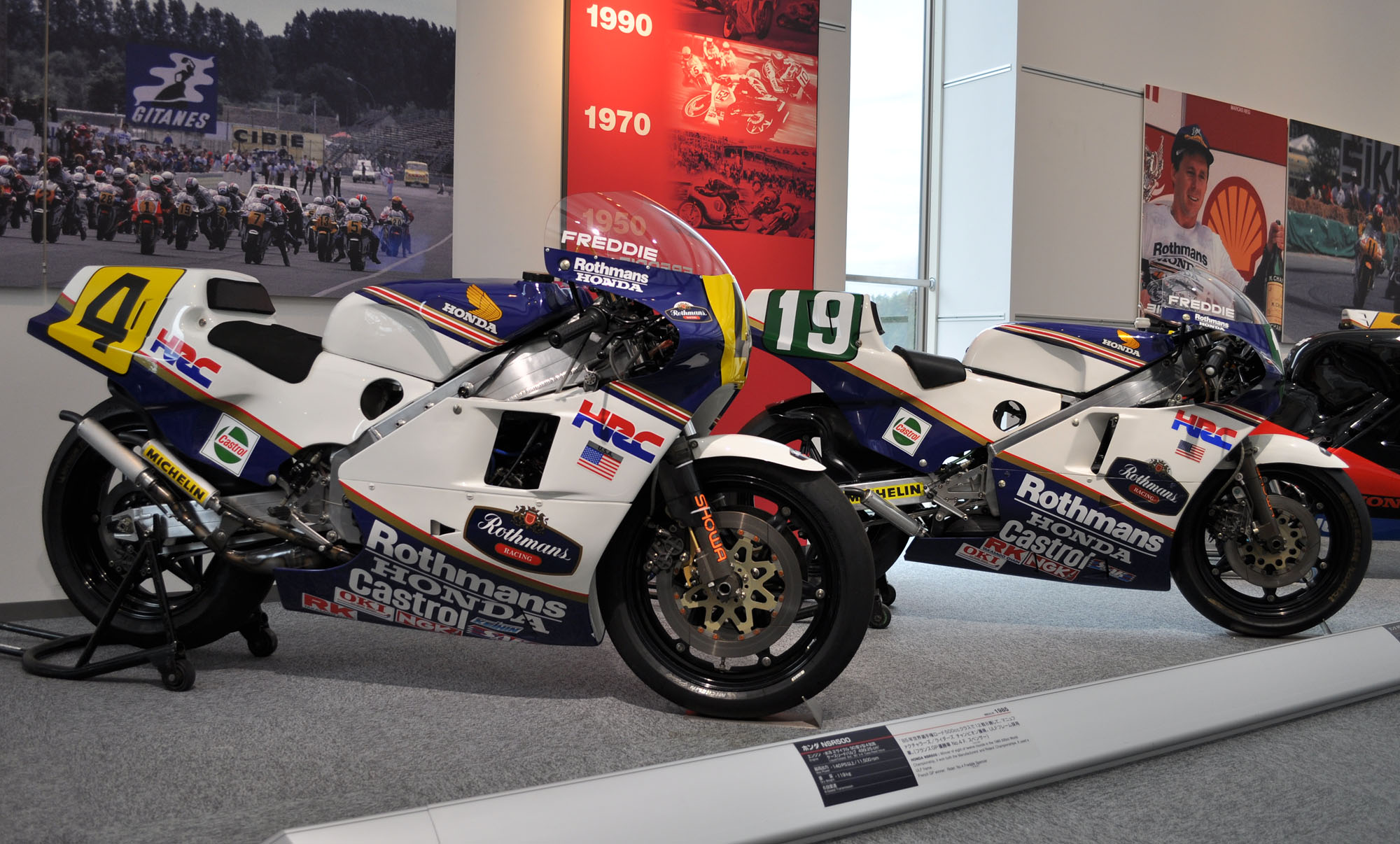
Le Honda NSR500 (in primo piano) e RS250R-W di Spencer.

Come già nella classe regina il dominio di Freddie Spencer fu molto netto, tanto da aggiudicarsi matematicamente il titolo con due gare di anticipo e non partecipare agli ultimi due appuntamenti della stagione.
Anche in questa classe ottenne 7 successi su 12 prove, precedendo in classifica Anton Mang, anch'egli su Honda come il vincitore, e Carlos Lavado su Yamaha.
Tra i debuttanti della stagione nella quarto di litro vi furono Garelli, Aprilia e Malanca. La Casa lombarda fece debuttare una bicilindrica a V progettata da Jan Thiel e pilotata da Ángel Nieto e Maurizio Vitali; l'Aprilia preparò una bicilindrica a motore Rotax pilotata da Loris Reggiani; la Malanca si affidò a Guy Bertin, Stefano Caracchi e Marcellino Lucchi. Tra le tre novità italiane, la più fortunata fu l'Aprilia, che ottenne i suoi primi punti in Germania e il suo primo podio a Misano. La Garelli fu decisamente meno fortunata: Nieto, dopo 3 mancate qualificazioni nei primi gran premi dell'anno, decise di lasciare questa categoria, mentre Vitali finì 22º. Ancora peggio fecero le Malanca, mai a punti.

Classifica piloti (prime 5 posizioni)
| Pos. | Pilota          | Moto   |   |     |     |     |   |     |     |    |    |     |   |   | P.ti |
| ---- | --------------- | ------ | - | --- | --- | --- | - | --- | --- | -- | -- | --- | - | - | ---- |
| 1    | Freddie Spencer | Honda  | 1 | 9   | 2   | 1   | 1 | 1   | 1   | 1  | 1  | 4   |   |   | 127  |
| 2    | Anton Mang      | Honda  | 2 | 3   | 3   | 5   | 2 | Rit | 3   | 3  | 2  | 1   | 1 | 2 | 124  |
| 3    | Carlos Lavado   | Yamaha | 4 | 1   | Rit | 2   | 9 | 2   | Rit | 2  | 5  | Rit | 2 | 1 | 94   |
| 4    | Martin Wimmer   | Yamaha | 5 | 2   | 1   | Rit | 4 | 4   | 2   | 4  | NP |     |   |   | 69   |
| 5    | Fausto Ricci    | Honda  | 9 | Rit | NP  | 3   | 3 | Rit | Rit | 19 | 3  | 8   | 3 | 6 | 50   |
| Pos. | Pilota          | Moto   |   |     |     |     |   |     |     |    |    |     |   |   | P.ti |

| Legenda                                                                        | 1º posto        | 2º posto        | 3º posto | A punti      | Senza punti        | Grassetto=Pole position Corsivo=Giro più veloce |
| Legenda                                                                        | Gara non valida | Non qualificato | Ritirato | Squalificato | "-" Dato non disp. | Grassetto=Pole position Corsivo=Giro più veloce |
| Fonte dei dati: motogp.com, racingmemo.free.fr, autosport.com, jumpingjack.nl. |                 |                 |          |              |                    |                                                 |

### Classe 125
| Pos. | Costruttore    | Punti |
| ---- | -------------- | ----- |
| 1    | MBA            | 130   |
| 2    | Garelli        | 126   |
| 3    | LCR            | 58    |
| 4    | Tunturi        | 17    |
| 5    | Waibel Special | 10    |
| 6    | Starol         | 5     |
| 7    | Seel           | 4     |
| 8    | GNV            | 1     |

La classe 125 si disputò su 10 prove, non essendo presente in Sudafrica e in Jugoslavia.
Sulle 10 gare in programma, i primi tre piloti in classifica ottennero tre vittorie a testa, con Fausto Gresini su Garelli che precedette Pier Paolo Bianchi e August Auinger su MBA; fu proprio la MBA ad aggiudicarsi il titolo riservato ai costruttori.

Classifica piloti (prime 5 posizioni)
| Pos. | Pilota             | Moto    |    |     |     |     |   |    |   |   |   |     |     |     | P.ti |
| ---- | ------------------ | ------- | -- | --- | --- | --- | - | -- | - | - | - | --- | --- | --- | ---- |
| 1    | Fausto Gresini     | Garelli | NE | 2   | 2   | Rit | 1 | NE | 3 | 1 | 2 | 4   | 3   | 1   | 109  |
| 2    | Pier Paolo Bianchi | MBA     | NE | 1   | 3   | 1   | 4 | NE | 1 | 5 | 5 | 2   | 2   | Rit | 99   |
| 3    | August Auinger     | MBA     | NE | Rit | 1   | Rit | 2 | NE | 8 | 4 | 7 | 1   | 1   | 5   | 78   |
| 4    | Ezio Gianola       | Garelli | NE | 4   | Rit | 2   | 3 | NE | 2 |   | 1 | Rit | 4   | 2   | 77   |
| 5    | Bruno Kneubühler   | LCR-MBA | NE | 6   | 7   | 4   | 5 | NE | 6 | 2 | 3 | Rit | Rit | 4   | 58   |
| Pos. | Pilota             | Moto    |    |     |     |     |   |    |   |   |   |     |     |     | P.ti |

| Legenda                                                                        | 1º posto        | 2º posto        | 3º posto | A punti      | Senza punti        | Grassetto=Pole position Corsivo=Giro più veloce |
| Legenda                                                                        | Gara non valida | Non qualificato | Ritirato | Squalificato | "-" Dato non disp. | Grassetto=Pole position Corsivo=Giro più veloce |
| Fonte dei dati: motogp.com, racingmemo.free.fr, autosport.com, jumpingjack.nl. |                 |                 |          |              |                    |                                                 |

### Classe 80

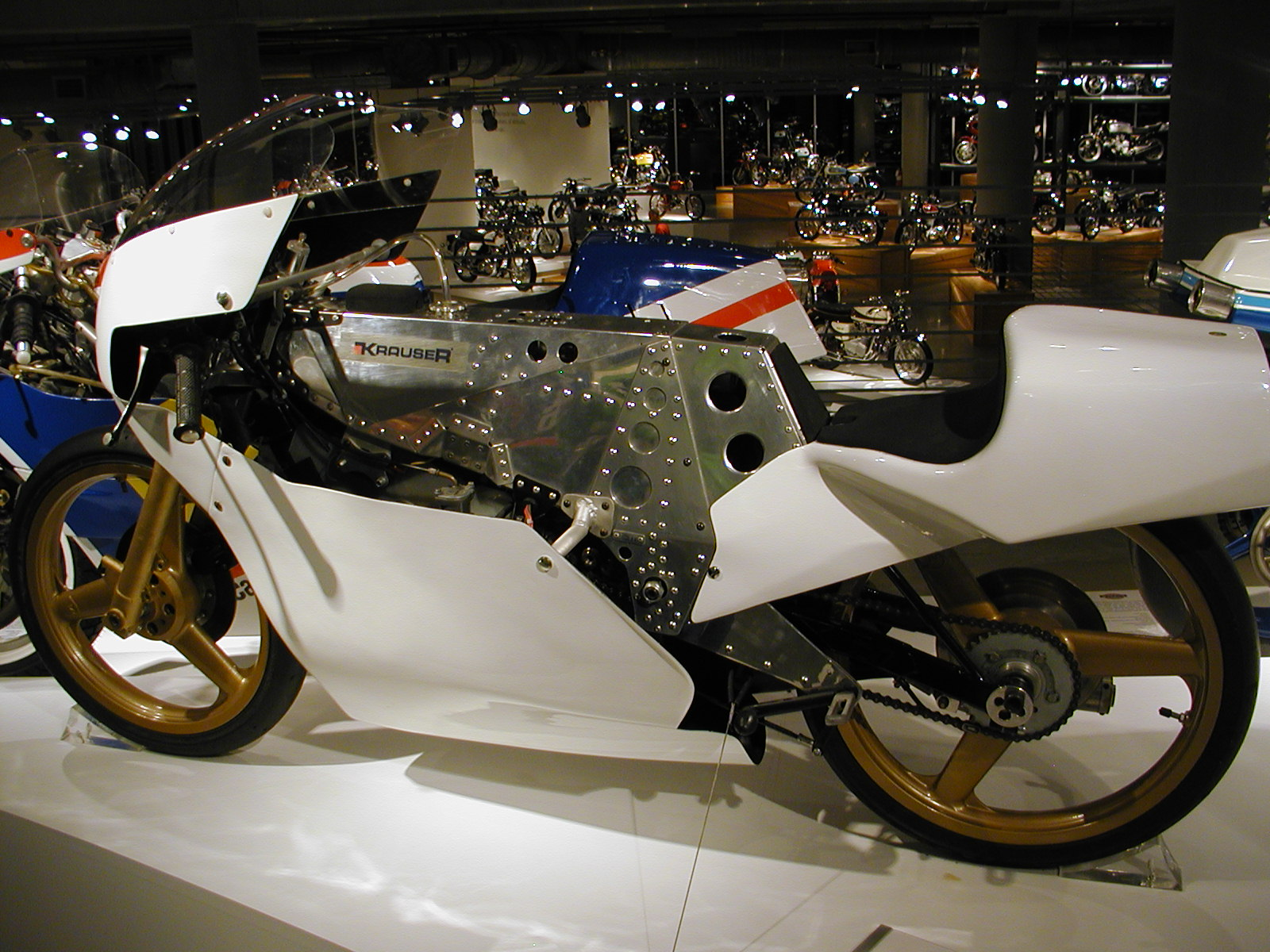
La Krauser 80.

La classe di minor cilindrata del mondiale fu anche quella che disputò il minor numero di prove, solo 7; fu anche quella in cui la lotta per il titolo piloti terminò più presto: Stefan Dörflinger su Krauser (marca che aveva rilevato il reparto sportivo della Zündapp, vincitrice l'anno precedente e nel frattempo fallita) si assicurò matematicamente il titolo già in Francia.
Alle sue spalle, pur avendo ottenuto un maggior numero di vittorie (3 contro le due del pilota svizzero), giunse il pilota spagnolo Jorge Martínez sulla Derbi.

Classifica piloti (prime 5 posizioni)
| Pos. | Pilota            | Moto      |    |   |     |     |    |   |    |    |     |    |    |   | P.ti |
| ---- | ----------------- | --------- | -- | - | --- | --- | -- | - | -- | -- | --- | -- | -- | - | ---- |
| 1    | Stefan Dörflinger | Krauser   | NE | 2 | 1   | 3   | NE | 1 | 2  | NE | 2   | NE | NE | 3 | 86   |
| 2    | Jorge Martínez    | Derbi     | NE | 1 | Rit | 1   | NE | 2 | 3  | NE | Rit | NE | NE | 1 | 67   |
| 3    | Gerd Kafka        | Seel      | NE | 4 | 3   | Rit | NE | 5 | 1  | NE | 8   | NE | NE | 5 | 48   |
| 4    | Manuel Herreros   | Derbi     | NE | 3 | Rit | 2   | NE | 3 | 4  | NE | Rit | NE | NE | 6 | 45   |
| 5    | Gerhard Waibel    | Real-Seel | NE | 6 | 2   | Rit | NE | 4 | 10 | NE | 5   | NE | NE | 8 | 35   |
| Pos. | Pilota            | Moto      |    |   |     |     |    |   |    |    |     |    |    |   | P.ti |

| Legenda                                                                        | 1º posto        | 2º posto        | 3º posto | A punti      | Senza punti        | Grassetto=Pole position Corsivo=Giro più veloce |
| Legenda                                                                        | Gara non valida | Non qualificato | Ritirato | Squalificato | "-" Dato non disp. | Grassetto=Pole position Corsivo=Giro più veloce |
| Fonte dei dati: motogp.com, racingmemo.free.fr, autosport.com, jumpingjack.nl. |                 |                 |          |              |                    |                                                 |

### Classe sidecar
Con i primi due equipaggi a parità di punti al termine della stagione, il titolo venne assegnato a Egbert Streuer e Bernard Schnieders per il maggior numero di successi rispetto a Werner Schwärzel e Fritz Buck: tre vittorie contro una nei singoli gran premi.
Le restanti due prove del campionato sono state appannaggio dell'equipaggio terzo classificato, cioè Rolf Biland e Kurt Waltisperg.
Classifica equipaggi (prime 5 posizioni)
| Pos. | Pilota                            | Moto                    |    |    |   |    |   |    |   |   |   |    |    |    | P.ti |
| ---- | --------------------------------- | ----------------------- | -- | -- | - | -- | - | -- | - | - | - | -- | -- | -- | ---- |
| 1    | Egbert Streuer/Bernard Schnieders | LCR-Yamaha              | NE | NE | 3 | NE | 4 | NE | 3 | 1 | 1 | AN | 1  | NE | 73   |
| 2    | Werner Schwärzel/Fritz Buck       | LCR-Yamaha              | NE | NE | 1 | NE | 2 | NE | 2 | 3 | 2 | AN | 2  | NE | 73   |
| 3    | Rolf Biland /Kurt Waltisperg      | LCR-Yamaha/ LCR-Krauser | NE | NE | 4 | NE | 1 | NE | 1 | 2 | - | AN | -  | NE | 50   |
| 4    | Steve Webster/Tony Hewitt         | LCR-Yamaha              | NE | NE | 2 | NE | 3 | NE | - |   |   | AN | 3  | NE | 32   |
| 5    | Alfred Zurbrügg/Martin Zurbrügg   | LCR-Yamaha              | NE | NE | 5 | NE | 5 | NE | 4 | 9 | 7 | AN | NP | NE | 26   |
| Pos. | Pilota                            | Moto                    |    |    |   |    |   |    |   |   |   |    |    |    | P.ti |

| Legenda                                                                        | 1º posto        | 2º posto        | 3º posto | A punti      | Senza punti        | Grassetto=Pole position Corsivo=Giro più veloce |
| Legenda                                                                        | Gara non valida | Non qualificato | Ritirato | Squalificato | "-" Dato non disp. | Grassetto=Pole position Corsivo=Giro più veloce |
| Fonte dei dati: motogp.com, racingmemo.free.fr, autosport.com, jumpingjack.nl. |                 |                 |          |              |                    |                                                 |